# My Generation (canción de Limp Bizkit)
«My Generation» es una canción interpretada por la banda estadounidense Limp Bizkit. Fue lanzada junto a "Rollin' (Air Raid Vehicle)" como el primer sencillo de su álbum de 2000 Chocolate Starfish and the Hotdog Flavored Water.

## Video musical
El video musical de "My Generation" muestra a Limp Bizkit tocando en un escenario de vidrio acrílico. En algunas escenas se muestra a los fanes de la banda actuando rebeldemente. Durante el break de la canción, cada uno de los miembros de la banda aparece por separado, apareciendo y desapareciendo. Travis Tomko, quien entonces trabajaba como guardaespaldas de la banda, aparece en varias ocasiones sacando a Fred Durst de la muchedumbre.

## Listado de canciones
La canción fue lanzada en dos sencillos diferentes (partes) con cubiertas ligeramente diferentes:
Parte 1
1. «My Generation» (versión radial)
2. «Back O Da Bus»
3. «My Generation» (video musical)

Parte 2
1. «My Generation» (versión del álbum)
2. «It's Like That Y'all» (junto a Run DMC)
3. «Snake In Your Face»